# Sekrety wulkanu
Sekrety wulkanu (fr. Les Secrets du volcan) – czteroodcinkowy serial kryminalny produkcji francuskiej, który swoją premierę miał 23 sierpnia 2006 roku na kanale France 2. W Polsce nadawany był na kanale TVP2.

## Opis fabuły
Na egzotycznej wyspie Reunion rządzą wpływowe klany rodzinne: Bertin i Mahe, jedne z najstarszych, jakie osiadły w tej dawnej kolonii francuskiej. Od kilku pokoleń ich członkowie nienawidzą się i rywalizują o wpływy. Mahe byli w przeszłości poddanymi Bertinów i dawne upokorzenia nadal tkwią w nich jak cierń. Wzajemną nienawiść między członkami klanów pogłębia jeszcze wspomnienie tragicznego wypadku, do którego doszło w latach 60. XX wieku i w którym zginęli Alberto Mahe oraz Octave Bertin. Każda z rodzin ukrywa też różne tajemnice z przeszłości. Atmosfera na wyspie „gęstnieje” gdy w okolicy zostają popełnione trzy morderstwa.
Akcja zaczyna się w chwili, gdy 25-letni Thomas, sierota przygarnięty przez rodzinę Mahe, wraca po studiach, by objąć posadę w rodzinnej firmie budowlanej.

## Obsada
- Mélanie Maudran jako Julia Bertin
- Véronique Jannot jako Cristina Mahe
- Maria Pacôme jako Hortense Bertin
- Corinne Touzet jako Geneviève
- Cédric Chevalme jako Thomas
- Didier Cauchy jako Guillaume

i inni